# 歩兵第53連隊
歩兵第53連隊（ほへいだい53れんたい、歩兵第五十三聯隊）は、大日本帝国陸軍の連隊のひとつ。

## 第一次編成
(大阪歩兵連隊編成→天下茶屋仮兵営→姫路歩兵営→奈良新兵営衛戍)
- 1904年（明治37年）2月10日：明治三十七八年戰役（日露戦争）が勃発、
- 1905年（明治38年）
  - 4月17日：戦局の進展に伴い戦力増強の必要性から、第13･第14師団の編成下令。
  - 4月21日：歩兵第53連隊が動員完結（岩田正吉中佐）。
    - 歩兵第37連隊補充大隊（大阪）：連隊本部、第1大隊（本部、第1～第4中隊）
    - 歩兵第38連隊補充大隊（京都）：第2大隊
    - 歩兵第10連隊補充大隊（姫路）：第3大隊
    - 歩兵第40連隊補充大隊（鳥取）：第11･12中隊

  - 連隊は歩兵第54連隊（善通寺）.歩兵第55連隊（広島）.歩兵第56連隊（熊本）とともに第14師団（鮫島重雄中将・小倉）隷下に編入。
  - 6月13日：宮中において軍旗拝受
  - 6月15日：大阪城東練兵場において軍旗奉戴式が挙行。天下茶屋の仮兵営に入る。
  - 7月24日：天下茶屋の仮兵営を出発。
  - 7月30日：大阪港を出航。
  - 8月13日：師団は第3軍（乃木希典大将）戦闘序列に編入され、大興屯付近に宿営。
  - 9月5日  ：休戦協定が成立。
  - 11月1日：連隊は関東總軍の指揮下に編入され、鳳凰城の警備。
- 1906年（明治39年）
  - 1月18日：第14師団に復帰。
  - 11月7日：姫路の仮兵営（歩兵第10連隊）に帰還。
- 1908年（明治41年）10月23日：第14師団から第16師団（山中信儀中将・京都）隷下の歩兵第19旅団（馬場命英少将）に隷属転移。
- 1909年（明治42年）
  - 3月21日：連隊先遣隊が姫路兵営を出発。
  - 3月26日：全将兵が奈良市高畑村の竣工した新兵営に移駐[1]。
- 1910年（明治43年）6月11日：第12中隊を北京に派遣（明治43年6月29日帰還）。
- 1911年（明治44年）4月1日 ：第9中隊を朝鮮に派遣（明治45年4月29日帰還）。
- 1919年（大正8年）
  - 4月7日  ：満州派遣下令。
  - 4月13日：奈良を出発。
  - 4月29日：哈爾濱に到着し警備。
  - 6月15日：シベリア出兵に伴い、スラウランカで共産匪賊と交戦。
  - 6月19日：寛城子で支那軍と交戦。
- 1921年（大正10年）
  - 4月5日  ：歩兵第17旅団に守備を移譲。
  - 4月16日：奈良に凱旋。
- 1925年（大正14年）
  - 3月27日：第三次軍備整理（宇垣軍縮）により歩兵第53連隊に復帰が交付[2]。
  - 4月26日：官民合同による軍旗告別式を挙行。
  - 5月1日  ：第16師団司令部に軍旗奉還。連隊は廃止。

## 第二次編成
(大阪留守師団編成→鳥取補充担任)
- 1937年（昭和12年）7月7日：支那事変が勃発。
- 1938年（昭和13年）
  - 4月18日：事変の拡大により軍令陸甲第二十一號『新設師團編成派遣要領』により、留守第4師団（大阪）に歩兵第53連隊の編成下令。
    - 連隊本部･歩兵砲隊･通信隊：歩兵第8連隊留守隊（大阪）
    - 第1大隊　　　　　　　　 ：歩兵第70連隊留守隊（篠山）
    - 第2大隊　　　　　 　　　：歩兵第37連隊留守隊（大阪）
    - 第3大隊　　　　　　　　 ：歩兵第61連隊留守隊（和歌山）

  - 4月24日：編成完結。
  - 6月26日：連隊長・坂本末雄 大佐 着任。
  - 7月14日：軍旗が再親授され、第17師団（広野太吉中将・姫路）に編入。
  - 7月24日：第17師団に動員下令。
  - 7月30日：各大隊は夫々の兵営を出発。
  - 7月31日：大阪港を出港。
  - 8月4日 ：上海郊外呉淞に上陸。
  - 8月6日 ：江蘇省無錫、常州、宜興で警備。
  - 9月14日：宜興南方地区の戦闘に参加。
  - 10月4日：第3大隊が第17歩兵団（鈴木春松少将）の指揮下に武漢攻略戦に参加。
- 1939年（昭和14年）
  - 3月26日 ：宜興の付近の戦闘。
  - 5月2日   ：宜興の付近の戦闘。
  - 5月29日 ：湟里鎮付近の戦闘。
  - 6月17日 ：高瑞鎮作戦。
  - 9月9日   ：安家橋の戦闘。
  - 9月18日 ：東戴鎮付近の戦闘。
  - 10月1日 ：（シ夏）渓鎮・嘉澤鎮付近の戦闘。
  - 10月7日 ：成章鎮付近の戦闘。
  - 10月20日：第二次湟里鎮作戰に参加。
- 1940年（昭和15年）
  - 2月8日：片倉支隊（連隊長･片倉哀中佐、第1･第2大隊、歩兵第54連隊第2大隊、野砲兵第23連隊第3大隊、輜重兵第17連隊第2中隊）が錢塘江南作戦に参加。
  - 4月14日：森岡集成中隊が春季皖南作戦に参加。
  - 10月1日：江南作戦（第十一號作戰）に参加。
  - 12月25日：宜興南方作戦（太平台の戦闘）に参加。
- 1941年（昭和16年）
  - 1月　   ：宜興南方作戦に参加。
  - 2月　   ：第2大隊が准南作戦に参加。
  - 3月　   ：太湖西方作戦（第十四號作戦）に参加。
  - 4月　   ：警備を独立混成第11旅団に移譲。北支に移駐し徐州付近の警備。
  - 9月19日：第1大隊が長沙作戦に参加。
  - 10月9日：浙南作戦に参加。
  - 11月　  ：第2大隊が第二魯南作戦に参加。
  - 12月8日：大東亜戦争が勃発。
- 1942年（昭和17年）
  - 2月1日　：第2大隊主力が第17師団とともに渦河作戦に参加。
  - 4月30日 ：浙贛作戦に参加。
  - 12月18日：魯南辺境作戦に参加。
  - 12月31日：第2隊が第二次皖中作戦に参加。
- 1943年（昭和18年）
  - 8月4日    ：連隊は上海に集結。
  - 9月11日  ：大本営は第17師団の南太平洋方面への派遣を発令。
  - 9月24日  ：上海出航。
  - 10月2日  ：トラック島を経由。
  - 10月5日  ：連隊主力はニューブリテン島ラバウル港到着。同島西部のツルブに前進し第65旅団（松田巌少将）指揮下に編入。
  - 10月5日  ：第3大隊は分派され、ブーゲンビル島タリナに上陸。
  - 12月26日：敵主力がナタモ、タワレに上陸を開始。シリマチ岬守備隊･第1中隊･蔵森小隊が玉砕。
  - 12月26日：連合軍グロスター岬へ正式に上陸開始。グロスター岬の戦い（日本側呼称：ツルブの戦い）
  - 12月28日：エボシ岬守備の第1中隊野々村小隊と歩兵砲中隊主力が玉砕。
  - 　　　　 ：ナタモ附近の敵攻撃の第1大隊第1機関銃中隊主力･第1歩兵砲小隊の主力が玉砕。
  - 12月29日：第3･第4中隊がタワレの敵に切込み玉砕。
  - 12月30日：第1大隊生存者はエボシ山付近で激戦。連隊長･角谷弘毅大佐は戦線を整理。残存兵力をもって玉砕を決心。
  - 12月31日：松田少将の命令を受けツルブ飛行場での持久戦態勢を決定。
- 1944年（昭和19年）
  - 1月3日  ：第2大隊は三角山西方で激戦。第2･第7機関銃中隊が玉砕。
  - 1月10日：連隊主力は敵の攻撃を阻止しつつナタモ正面に転進。
  - 1月23日：ラバウルへ転進命令。約1000kmを撤退。
  - 1月29日：次いで、カブブ、ラバウル富士見台に転進。
  - 5月　　 ：第6師団（神田正種中将・熊本）の補充を受け戦力を回復。
  - 7月25日：編成改正により歩兵第81連隊第1大隊（石田誠一大尉：姫路）の残存兵力を連隊に編入。
  - 　　　　：ブーゲンビル島の第3大隊は歩兵第81連隊に編入され、持久戦を実施。
- 1945年（昭和20 年）
  - 8月15日：『大東亞戰爭終結ノ詔書』を拝。
  - 8月31日： 軍旗奉焼。

## ブーゲンビル島に分派した第3大隊
- 1943年（昭和18年）
  - 10月5日  ：第3大隊は分派され、ブーゲンビル島タリナに上陸。
  - 10月20日：ブーゲンビル島の第3大隊は、テンブツの守備に就く。
  - 11月1日  ：ブーゲンビル島タロキナに米軍が上陸を開始。
  - 11月5日  ：第6中隊は、在島の第17軍隷下の歩兵第23連隊（浜之上俊秋大佐）の攻撃に策応すべく、歩兵第54連隊第2大隊を主力とする第二機動決戦隊（第二剣部隊・三輪光広少佐.877名）に編入され、ブーゲンビル島タロキナ岬に逆上陸を実施（第一次タロキナ攻撃）。
  - 11月8日  ：戦闘は優位に進展するが、米軍が戦車を投入してきた事で次第に損害が増加。
  - 11月11日：遂に攻撃は頓挫し同日連絡のついた歩兵第23連隊と合流。爾後持久。
- 1944年（昭和19年）
  - 3月10日：歩兵第45連隊（真方勲大佐・鹿児島）の指揮下、第二次タロキナ作戦に参加するも、敵の圧倒的な火力に阻まれ兵力が半減。
  - 3月27日：中止命令により友軍の転進援護を実施。
  - 4月3日  ：ヌマヌマに転進、同地において防御戦を実施。
  - 7月25日：編成改正により、在ブーゲンビル島の第3大隊は歩兵第81連隊に編入され、持久戦を実施。
  - 11月1日、米軍がタロキナに上陸を開始。第6師団歩兵第23連隊（河野孝次大佐・都城）が攻撃するも頓挫。
- 1945年（昭和20 年）
  - 8月15日：『大東亞戰爭終結ノ詔書』を拝。
  - 8月22日：停戦奉勅命令を受領。戦闘行動を停止。
  - 8月31日：富士見台の連隊本部において軍旗奉焼。
  - 9月3日  ：ブーゲンビル島の日本軍が武装解除の後降伏。
- 1946年（昭和21 年）2月～：氷川丸と葛城が生き残った日本兵を復員させた。

## 歴代連隊長
| 第一次 |            |                         |      |
| 1      | 岩田正吉   | 1904.4.17 -             | 中佐 |
| 2      | 生井順造   | 1906.3.1 -              |      |
| 3      | 遠藤伸二郎 | 1908.12.21 - 1910.11.30 |      |
| 4      | 福田雅太郎 | 1910.11.30 - 1911.9.6   |      |
| 5      | 斎藤季治郎 | 1911.9.6 - 1912.12.10   |      |
| 6      | 岡沢慶三郎 | 1912.12.10 - 1914.9.11  |      |
| 7      | 隈部又雄   | 1914.9.11 - 1918.7.24   |      |
| 8      | 小出三郎   | 1918.7.24 -             |      |
| 9      | 等々力森蔵 | 1919.3.8 -              |      |
| 10     | 上村正斌   | 1921.7.20 -             |      |
| 11     | 江藤源九郎 | 1924.2.4 - 1925.5.1     |      |
| 第二次 |            |                         |      |
| 1      | 坂本末雄   | 1938.6.26 -             |      |
| 2      | 片倉衷     | 1939.8.1 -              |      |
| 3      | 緑川純治   | 1940.8.30 -             |      |
| 4      | 角谷弘毅   | 1943.5.8 -              |      |
| 末     | 大島廉治   | 1944.3.16 -             |      |